# Чудь (Комсомольский район)
 Чудь — деревня в Комсомольском районе Ивановской области. Входит в состав Писцовского сельского поселения.

## География
Находится в западной части Ивановской области на расстоянии приблизительно 20 км на север-северо-восток по прямой от районного центра города Комсомольска.

## История
Деревня появлялась на карте еще 1840 года. В 1872 году здесь (деревня Нерехтского уезда Костромской губернии) был учтен 51 двор, в 1907 году — 34.

## Население
Постоянное население составляло 268 человек (1872 год), 288 (1897), 141 (1907), 34 в 2002 году (русские 94 %), 40 в 2010.